# Universidad popular

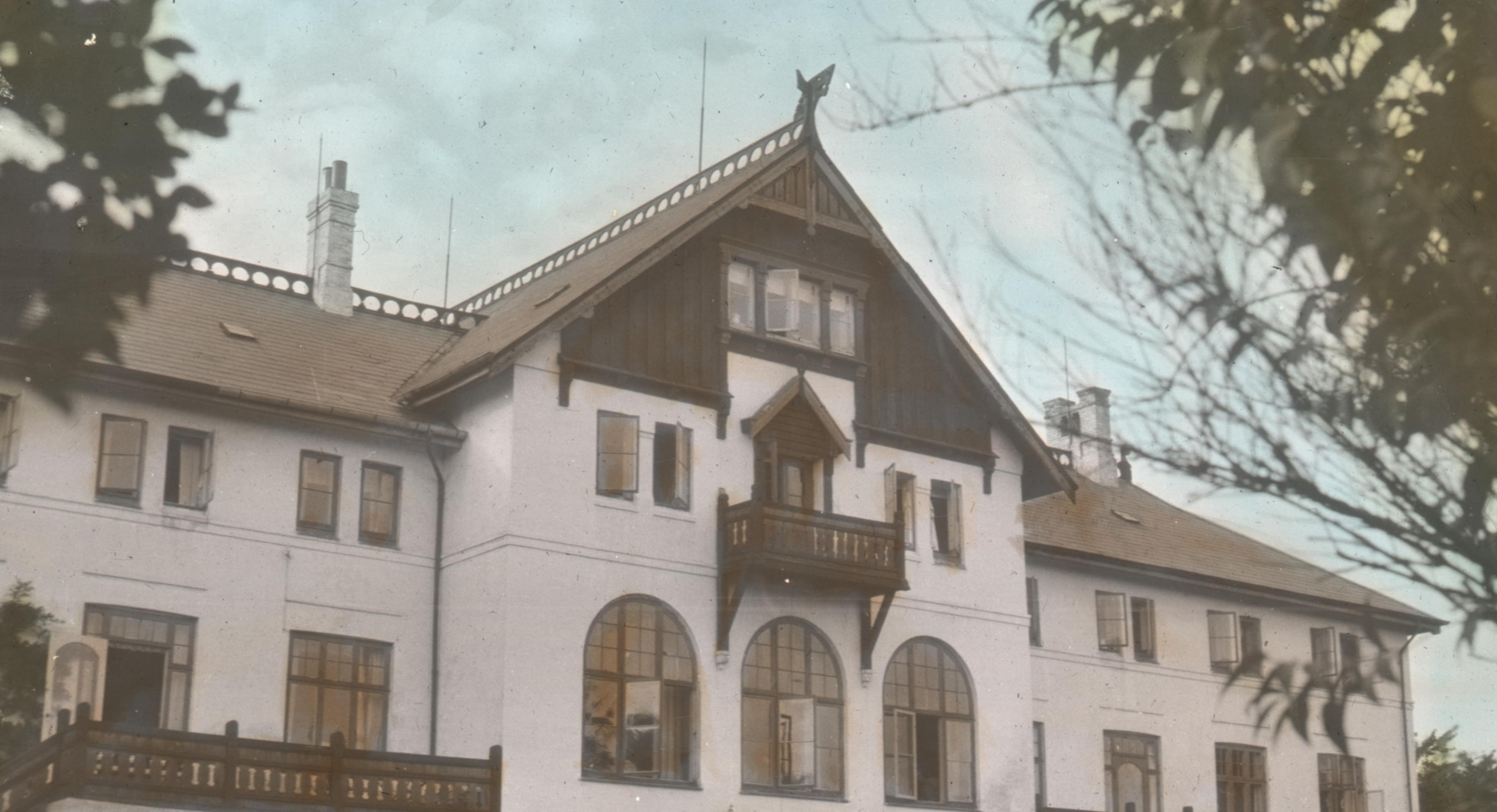
La Escuela Popular Grundtvig.

Una universidad popular es una organización o institución educativa y cultural creada por grupos, asociaciones y organizaciones sociales para promover la educación popular de saberes teóricos y prácticos dirigida a toda la población, en especial a sectores populares —trabajadores (proletariado), campesinos, emigrantes, mujeres— que no tienen acceso a la educación. En su ideario las universidades populares son asociaciones sin ánimo de lucro con finalidad social.
Su origen y desarrollo se produce en Francia, España y Alemania a finales del siglo XIX y principios del XX extendiéndose por otros países de Europa y después por el resto del mundo. En Argentina la creación y sostenimiento de universidades populares fue uno de los objetivos prioritarios del movimiento de Reforma Universitaria iniciado en Córdoba en 1918.

## Denominación
La denominación de universidades populares incluye numerosas organizaciones y asociaciones, creadas en el ámbito de los municipios y ayuntamientos, de carácter cultural, educativo, político y social. Desde su inicio en 1899 continúan creándose durante el siglo XX y el XXI, tanto en Europa como en América, Asia y África. 
Cuando el público al que van dirigidas las universidades populares es solamente adulto también se denominan escuelas de adultos y escuelas nocturnas, creadas específicamente para que los trabajadores pudieran asistir después de la jornada laboral. También existe el término de educación continua o educación por extensión para referirse a la educación durante toda la vida. Los organismos educativos que se encargan de esta formación no solamente son las universidades populares, también las Universidades oficiales y otras instituciones acogen estas prácticas de formación continuada.
Las universidades populares activas en los países desarrollados vienen a cubrir aquellas deficiencias o aspectos que no cubre la enseñanza oficial o sectores de la población que se encuentran fuera de la formación reglada establecida por el Estado. En los países menos desarrollados siguen cumpliendo la función inicial para la que fueron creadas en Francia y otros países de Europa: alfabetización, formación de las mujeres, protección de la infancia, organización de las comunidades, desarrollo económico y social, formación técnica y científica así como de desarrollo artístico y cultural.

### Origen del término
La expresión "universidad popular" se atribuye al maestro, escritor, poeta, filósofo y pastor luterano danés Nikolai Frederik Severin Grundtvig (1783-1872). Grundtvig, a su vez, se inspiró en el Informe para la organización general de la instrucción pública del francés Nicolas de Condorcet escrito en 1792 durante la Revolución francesa. Las actuales escuelas libres y los colegios populares de Dinamarca son herencia de su gran influencia.

## América Latina
En América Latina las primeras universidades populares fueron creadas en 1899, pero se desarrollaron ampliamente con el movimiento de la Reforma Universitaria iniciado en Córdoba en 1918. Las universidades populares fueron una herramienta para impulsar los principios reformistas de extensión universitaria y unidad obrero-estudiantil, con el fin de democratizar la enseñanza superior.

### Argentina
En Argentina la primera universidad popular fue la Sociedad Luz (aún en actividad) fundada en 1899 por el izquierdista Partido Socialista. El movimiento de Reforma Universitaria iniciado en Córdoba en 1918 adoptó la práctica de crear universidades populares como una de sus prioridades, relacionadas con los principios de extensión universitaria y democratización de la enseñanza superior pagada con impuestos. Se desarrollaron ampliamente hasta la década de 1960 donde alcanzaron su apogeo, obteniendo durante el gobierno del presidente radical Arturo Illia su reconocimiento oficial (Decreto 4369, vigente en la actualidad). Durante la dictadura autodenominada Proceso de Reorganización Nacional fueron perseguidas y se prohibió el uso de la denominación "universidad popular".
Para recrear las condiciones de las universidades populares, varias universidades argentinas han abierto "diplomaturas" abiertas a la población, que no exigen título primario o secundario para ser cursadas, o cátedras libres a ser dictadas en los municipios.
En la segunda década del siglo XXI se encontraban en funcionamiento, al menos, las siguientes universidades populares: de las Madres de Plaza de Mayo, de La Boca, de Belgrano, Alejandro Korn (en La Plata), de Resistencia (Chaco), de Concepción del Uruguay, de Catamarca, Elio C. Leyes de Paraná, del Sudeste (UPSE), Gral. José de San Martín de Rauch, de Boedo, de la Municipalidad de la ciudad de Villa María, etc. 
En 2012 se inauguró Universidad Popular "Arturo U. Illia" en 9 de Julio, Pcia Buenos Aires.
En 2017 la Universidad Nacional de Córdoba lanzó un proyecto de creación de universidades populares a ser creadas en diversos municipios de la provincia. En el 2018 fue creada la Universidad Popular de Santa Fe con ubicación en Rosario.

#### Sociedad Luz Universidad Popular
En Argentina la primera universidad popular fue la Sociedad Luz (aún en actividad) fundada en 1899, por el Partido Socialista, a iniciativa del estudiante de ingeniería Mauricio Klimann. En 1922 la universidad estableció su sede en la calle Suárez 1301, del barrio de La Boca, de la ciudad de Buenos Aires, donde aún desarrolla sus actividades.

#### Universidad Popular de La Boca
La Universidad Popular de La Boca fue fundada en 1917 por la Unión Cívica Radical, durante la presidencia del radical Hipólito Yrigoyen y aún sigue activa. Está ubicada en el barrio de La Boca de la ciudad de Buenos Aires. Dicta tecnicaturas y cursos de formación en oficios como Gas y Plomería, Aire Acondicionado, Instalaciones Eléctricas, Reparación de PC, Reparación de Lavarropas, Masoterapia, Repostería, Reparación de Celulares, Manicuría, Depilación, entre otras.

#### Universidad Popular de Belgrano
La Universidad Popular de Belgrano “Alfredo Fazio” (Upebe) fue fundada el 3 de agosto de 1930 por el profesor Alfredo Fazio y sigue en actividad. Está orientada hacia la formación artística, destacándose su Escuela de Teatro. Está ubicada en el barrio de Belgrano de la ciudad de Buenos Aires.

#### Universidad Popular de las Madres de Plaza de Mayo
El Instituto Universitario de Madres de Plaza de Mayo (ex Universidad Popular de las Madres de Plaza de Mayo) fue fundada el 6 de abril de 2000. En 2010 presentó su Proyecto Pedagógico Institucional y obtuvo la autorización provisoria de funcionamiento por Decreto N° 751/2010. En 2014 pasó a depender del Estado nacional por Ley N.º 26.995 de 2014 y adoptó el nombre de Instituto Universitario Nacional de Derechos Humanos “Madres de Plaza de Mayo”. Dictar algunas carreras de grado, como abogacía, trabajo social, historia y comunicación, así como una tecnicatura en periodismo. Sin necesidad de título previo dicta carreras de formación en cooperativismo, economía política y social, y psicología social, periodismo de investigación, cine documental y psicodrama. Realiza también talleres de teatro y canto pre-coral. Organiza los seminarios "Cristianismo revolucionario, política y sociedad", "Introducción a la lectura de Jorge Luis Borges" y "Especialización en psicodrama y procesos grupales". Realiza anualmente la "Semana Cortázar" y dicta las "Cátedras bolivarianas".

#### Proyecto Universidades Populares de la Universidad Nacional de Córdoba
La Universidad Nacional de Córdoba lanzó en 2017 un Proyecto Universidades Populares (UUPP) con el fin de abrir universidades populares en los municipios de la provincia de Córdoba. El proyecto inicial abarca la creación de 28 universidades populares en Villa General Belgrano, Estación Juárez Celman, Villa de Soto, Huinca Renancó, Quilino, Berrotarán, La Para, Laguna Larga, Villa del Rosario, Laboulaye, Balnearia, Arroyito, Alta Gracia, Carlos Paz, General Fotheringam, Oliva, Hernando, Cañada de Luque, San José, Canals, Laborde, Pasco, Jesús María, Villa Allende, Almafuerte, Corralito, Tanti, y La Puerta.

#### Universidad Popular Alejandro Korn
La Universidad Popular Alejandro Korn (UPAK) fue fundada en 1937. Está ubicada en la ciudad de La Plata, capital de la Provincia de Buenos Aires.

#### Universidad Popular de Resistencia
La Universidad Popular J. L. Restani de Resistencia fue fundada en 1929 por Juan Ramón Lestani y aún sigue activa. Su sede central está ubicada en la ciudad de Resistencia, capital de la Provincia del Chaco y tiene tres filiales en Las Palmas, Quitilipi, y Machagai. Ha sido llamada "madre de instituciones educativas" del Chaco, porque en sus instalaciones funcionaron inicialmente los principales establecimientos de enseñanza de la provincia, como el Colegio Nacional José María Paz (1932), la Escuela Nacional de Enseñanza Técnica (1948), la Escuela Nacional de Comercio (1942), el Bachillerato Provincial Mac Lean (1957), el Bachillerato Provincia Lino Torres (1959), la Universidad Tecnológica Nacional (1962) y la propia Universidad Nacional del Nordeste. Está organizada como una escuela de artes y oficios, orientada a capacitar laboralmente a jóvenes y adultos. En 2015 completaron sus cursos 5200 personas.

#### Universidad Popular de Concepción del Uruguay
La Universidad Popular de Concepción del Uruguay fue fundada en 1938 y aún sigue activa. Está ubicada en la ciudad de Concepción del Uruguay, en la provincia de Entre Ríos. Organiza talleres que permitan una salida laboral para jóvenes y adultos, como administración hospitalaria, electricidad, idiomas, reparación de PC, cocina, peluquería, etc.

#### Universidad Popular Arturo Illia de 9 de Julio
El 7 de mayo de 2012, por Ordenanza Municipal Nº 5043, 9 de Julio se transformó en el primer Municipio de la Provincia de Buenos Aires en promover la creación de una Universidad Popular, con la dirección de Mabel Neira y la coordinación de la Dirección municipal de Educación, a cargo de la profesora Adriana Lanzi.En su primer año bajo el lema "Todos tenemos algo que aportar" 399 personas asistieron a cursos, talleres y charlas recibiendo la correspondiente certificación.Actualmente sigue funcionando y promoviendo el Premio Mariel Neira que recuerdan a la primera directora de esta casa de estudios. El Premio es una oportunidad para emprendedores innovadores de hacer crecer sus proyectos, contribuyendo al desarrollo sustentable y económico de la comunidad.

### Perú
En 1919 la Federación de Estudiantes del Perú presidida por el pensador Víctor Raúl Haya de la Torre organizó el Primer Congreso de Estudiantes en Cuzco. Una de sus resoluciones destacadas fue la creación de las Universidades Populares González Prada, inauguradas el 22 de enero de 1921.

## Europa

### Dinamarca
La idea de Grundtvig era ofrecer al campesinado y a otras personas de los estratos más bajos de la sociedad un nivel educativo superior a través del desarrollo personal; lo que él llamaba "la palabra viva". Grundtvig nunca estableció directrices para las futuras escuelas ni una descripción detallada de cómo debían funcionar. Declaró que las escuelas secundarias populares debían organizarse y desarrollarse de acuerdo con la vida tal y como es y que las escuelas no debían celebrar exámenes porque la educación y la iluminación eran una recompensa suficiente. Para Grundtvig, sin embargo, la agricultura, los valores cristianos y la lengua danesa eran los puntos centrales.
El primer instituto popular se fundó en 1844 en Rødding, pero el punto de inflexión de la idea fue la Segunda Guerra de Schleswig, en 1864, cuando Dinamarca tuvo que ceder gran parte de su territorio a Prusia. Este incidente desencadenó el crecimiento de una nueva conciencia y nacionalismo daneses basados en la ilustración del pueblo sobre una base amplia, "para ganar interiormente lo que se había perdido exteriormente". En la década de 1880, los institutos populares formaron una simbiosis con el creciente movimiento cooperativo de agricultores en un surgimiento democrático basado en las familias campesinas. En 1918 había 68 institutos populares en Dinamarca.
Los institutos populares modernos varían considerablemente. Algunos siguen teniendo un enfoque religioso, pero la mayoría son laicos. Siguen siendo institutos populares "grundtvigianos", lo que significa que se centran en la ilustración, la ética, la moral y la democracia, aunque no se enseñen de forma explícita. La filosofía grundtvigiana está integrada en la enseñanza de varias asignaturas, como las artes, la gimnasia y el periodismo. La mayoría de las escuelas tienen un área de especialización, por ejemplo deportes, música, arte o escritura. Como no se otorga ningún título o diploma, la enseñanza es más libre e informal que en los centros educativos ordinarios. 
Los institutos populares de Noruega y Suecia son una evolución de los daneses, los noruegos bastante similares, los suecos con menos ideología grundtvigiana y más orientados a la práctica. La mayoría de los institutos populares escandinavos son internados donde los alumnos viven de 2 a 6 meses, y algunos ofrecen programas de un año entero.

### Alemania
En Alemania son denominadas Volkshochschule. Es una institución pública orientada a la formación continua de adultos que ofrece cursos de distinta temática (idiomas, informática, política, graduado escolar, cocina...) que duran entre una y quince semanas. La primera Volkshochschule fue fundada en Berlín en 1902 bajo el nombre Freie Hochschule Berlin. A pesar de su nombre, la Volkshochschule no ofrece formación académica, por lo que no se requiere la demostración de madurez académica (Abitur – el bachillerato alemán) para acceder a sus cursos de formación.

### Francia
Las universidades populares aparecen en Francia como respuesta a la crisis que sufre la educación y la Universidad del siglo XIX y la aparición de movimientos sociales, políticos y educativos que consideran necesaria e imprescindible la alfabetización, la formación y el acercamiento de la cultura y la ciencia al pueblo, es decir, a las capas menos formadas y alejadas de los centros culturales de la sociedad rural, el incipiente proletariado y otros sectores marginados. 

#### Antecedentes
En 1866, durante el Segundo Imperio, Jean Macé fundó la Ligue de l'Enseignement dedicada a la instrucción popular. A pesar de la ruptura entre los anarquistas y los marxistas, en el célebre Congreso de La Haya de 1872, la educación popular seguiría siendo una parte muy importante del movimiento de los trabajadores, especialmente del movimiento anarcosindicalista que creó, con Fernand Pelloutier, varios centros donde los trabajadores debatían sobre política y ciencias (Bolsa de Trabajo de Bourges, 1897). Las leyes de Jules Ferry que se aprobaron en la década de 1880 establecieron la educación pública obligatoria y laica como uno de los principios fundadores de la Tercera República francesa.

#### Antisemitismo y el caso Dreyfus
En Francia, las universidades populares aparecen en el contexto del caso Dreyfus (década de 1890). Frente a la irracionalidad y las ideas antisemitas de autoridades y población, numerosos intelectuales y filósofos con el apoyo de algunos políticos y sindicalitas y con la bandera de los principios republicanos surgen las universidades populares ofreciendo una respuesta humanista, laica y republicana para todos los sectores sociales. Algunos maestros ofrecían charlas educativas gratuitas sobre temas humanistas, a fin de luchar contra la propagación del antisemitismo en Francia.

#### La primera universidad popular de Francia
La primera Universidad Popular francesa aparece en París en 1899 a iniciativa de George Deherme y los trabajadores de Montreuil-sous-Bois. En 1899, Deherme hace un llamamiento en la revista La Coopération des Idées en favor de la enseñanza popular superior con el objetivo de formar al proletario para el futuro. La llamada recibe múltiples apoyos, entre otros los de Gabriel Séailles defensor y gran promotor de las universidades populares. Ese mismo año , 1899, también se constituye la Federación de universidades populares. En Francia tuvieron un gran desarrollo y expansión llegándose a contabilizar 230 universidades populares.

#### La educación popular
Ya existía, tanto en Francia como en otros muchos países una tradición en la educación popular por la que se llevan a cabo, básicamente para los trabajadores y otros sectores alejados de los centros culturales y educativos, la organización de actividades culturales, programas de alfabetización, actividades artísticas, musicales y científicas y técnicas, en principio dirigidas a las capas populares (de ahí su nombre) pero abiertas a todo el público, que en su propio desarrollo acabaron promoviendo programas y procesos educativos de mucho más alcance y contenido.

### España
En España, durante la segunda mitad del siglo XVIII las Sociedades Económicas de Amigos del País —de origen y objetivos iniciales muy distintos a las universidades populares— fomentaron el desarrollo en España de la agricultura, el comercio y la industria, favoreciendo además la difusión de la cultura, el debate político y la formación en distintos grupos de la sociedad, poniendo en marcha escuelas populares dirigidas a todos los ciudadanos.
Al final del siglo XIX e inicio del siglo XX, se pusieron en marcha diversas universidades populares con diferentes plazos de existencia: cabe mencionar las de Oviedo, Madrid (1904-1911), Sevilla (1905-1910), La Coruña (1906-1911) -promovida por el escritor Wenceslao Fernández Flórez- y las dos de Valencia, la creada por Blasco Ibáñez y la Universidad Popular Católica de Valencia (1906-1915). A las que seguirían las de Segovia (1919-1937) y Cartagena (1931-1937). 

#### Universidad Popular Asturiana
La primera Universidad Popular en España nació en 1896, promovida en Oviedo por krausistas asturianos. Su objetivo era llevar al pueblo llano la cultura, hasta entonces patrimonio de la minoría.

#### Universidad Popular Valenciana
En 1903 Vicente Blasco Ibáñez impulsó la Universidad Popular de Valencia, que perduró hasta 1928.

#### Universidad Popular Segoviana
La Universidad Popular de Segovia fue puesta en marcha por un grupo de intelectuales, profesionales de diferentes campos, profesores y catedráticos como Antonio Machado, Blas Zambrano y Mariano Quintanilla y Romero. Tras un periodo de inactividad forzado por la guerra civil española y la política del franquismo en materia de educación, tuvo continuidad en el Instituto Diego de Colmenares y la posterior Real Academia de Historia y Arte de San Quirce.

#### Universidad Popular de Cartagena
Más tarde, en 1931, ya instaurada la Segunda República, surgió la Universidad Popular de Cartagena con los objetivos habituales de alfabetización, además de los de protección de la infancia y educación de la mujer. Sus fundadores fueron Carmen Conde y su marido, Antonio Oliver.

#### La Escuela Nueva
En 1910 se puso en marcha otro proyecto paralelo, la llamada Escuela Nueva dirigida por el historiador y político Manuel Núñez de Arenas con el apoyo y colaboración, entre otros, de Manuel Azaña y Leopoldo Alas.

#### Otros proyectos republicanos
Durante la Segunda República aparecieron proyectos muy ambiciosos, como los coordinados y promovidos por la Unión Federal de Estudiantes Hipanos (UFEH) y las Federaciones Universitarias de Estudiantes Locales (FUE). Si bien sus planteamientos iniciales tuvieron que hacerse más modestos, supusieron un gran paso en la lucha contra el analfabetismo.

#### Las Misiones Pedagógicas
En el año 1931, la Segunda República Española puso en marcha las Misiones Pedagógicas a partir de una idea de Giner de los Ríos y bajo la dirección de Manuel Bartolomé Cossio, en aquel momento al frente de la Institución Libre de Enseñanza. El amplio proyecto de la "misiones" laicas de la Institución tuvo como objetivo la difusión de la cultura en las poblaciones rurales aisladas o alejadas de la actividad educativa y cultural. Su actividad, muy mermada y saboteada durante el Bienio Negro republicano, se disolvió en el transcurso de la guerra civil.